# Adiabene

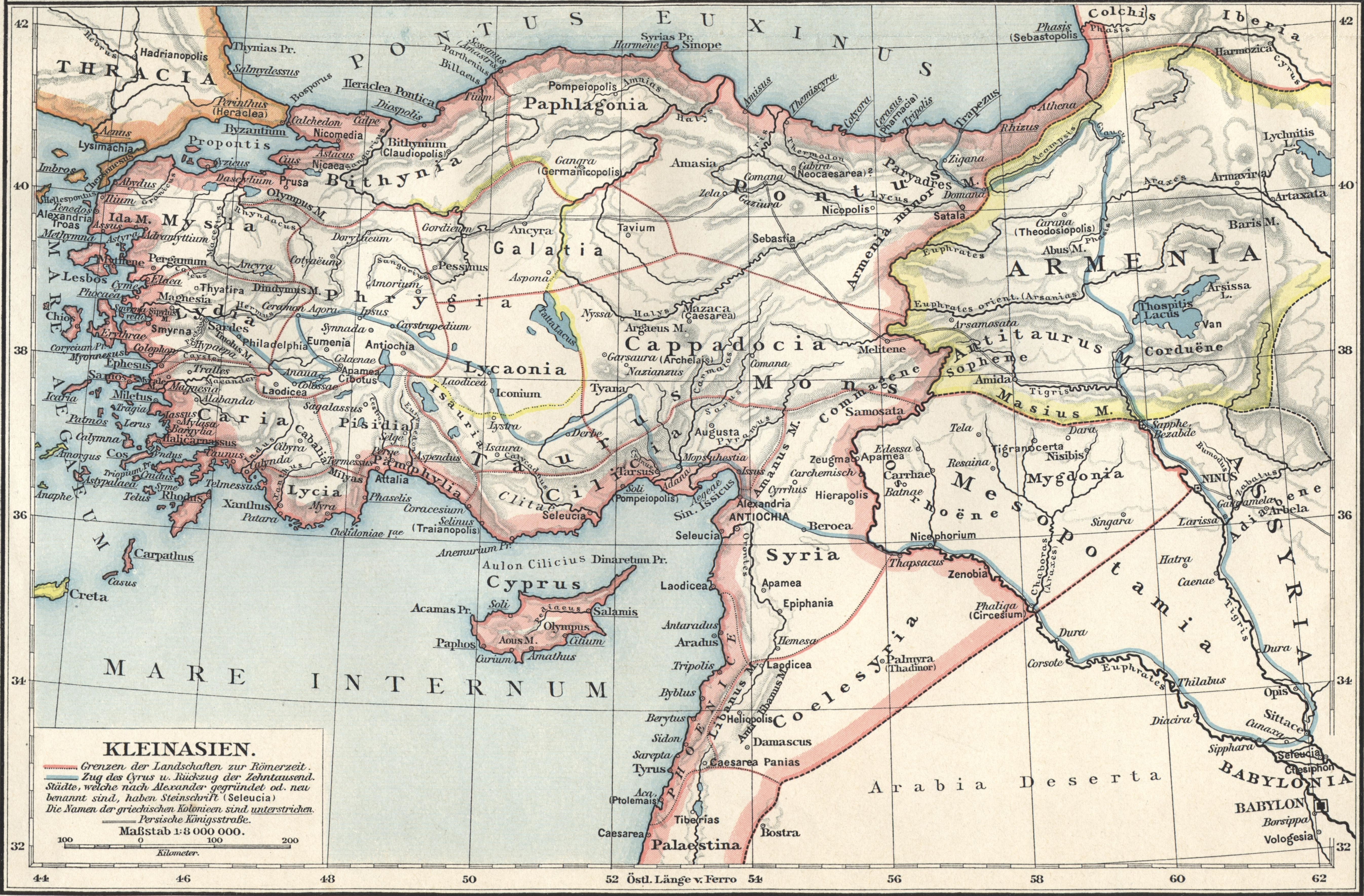
Karte von Corduene und Adiabene in den ersten christlichen Jahrhunderten.
Blaue Linie: Feldzug und Rückzug der Zehntausend durch Corduene 401 v. Chr.

Adiabene bezeichnet ein Territorium in Vorderasien. Zuerst wurde damit das Gebiet zwischen Oberem und Unterem Zab (Großem und Kleinem Zab) bezeichnet, später auch die vor allem im Norden (Hadjab genannt) direkt angrenzenden Regionen. Weil es später politisch den größten Teil Assyriens umfasste, wurde der Name dann auch für ganz Assyrien verwendet. Bedeutendste Stadt war Arbela.

## Geschichte
Im ersten nachchristlichen Jahrhundert wurde Adiabene von mehreren, von den Parthern abhängigen Königen einer lokalen Dynastie regiert, die sich zum Judentum bekannte. Dabei wurden diese mehrfach in innerparthische Thronstreitigkeiten und parthisch-römische Konflikte verwickelt. Vor allem während der Regentschaft des Königs Izates II. (ca. 36–59/60) war der Einfluss im parthischen Reich beträchtlich. Eben jener Izates war es auch, der mit seiner Mutter Helena aus politischen Gründen (Proselytenwerbung) den Übertritt zum Judentum vollzog. Das Königshaus unterstützte die palästinischen Juden finanziell und entsandte während des Römischen Krieges sogar Truppen. Monobazos und Helena finden in der Mischna daher häufig Erwähnung und werden ihrer Frömmigkeit wegen gerühmt.
Als die Römer unter Trajan 116 Mesopotamien erobert hatten, wurde Adiabene unter dem Namen Assyria römische Provinz. Jedoch wurden die mesopotamischen Kolonien unter Trajans Nachfolger Hadrian wieder aufgegeben. Erst Septimius Severus eroberte 195 erneut kurzfristig Adiabene und nahm daraufhin den Beinamen Adiabenus an. Unter Caracalla marschierten die Römer 216 noch einmal in Adiabene ein.
Später verbündeten sich die Herrscher von Adiabene und der Herrscher von Kirkuk laut der Chronik von Arbela mit dem Sassaniden Ardaschir I. gegen den parthischen Herrscher Artabanos IV. Während der Herrschaft der Sassaniden gab es in Adiabene viele christlich-nestorianische Gemeinden.

## Herrscher von Adiabene
| - Artaxares (nach 30 v. Chr.) - Izdates (?–um 30 n. Chr.) - Monobazos I. Bazaios (um 30–um 36) - Helene, Mitregentin - Izates II. (um 36–59/60) - Vologaeses I. (um 50) - Monobazos II. (59/60–Mitte der 70er) | - Mebarsapes (um 114) - zum Römischen Reich 116/7 - Rakbakt (?–191) (Ein parthischer Satrap alanischer Abstammung) - Narses (Adiabene) (um 191–200) - Shahrat (Shahrad) (um 213–224) - zum Sassanidenreich 226–649 - Ardaschir II. (344–376) |

## Bischöfe von Adiabene
| - Pkidha (104–114) - Semsoun (120–123) - Isaac (135–148) - Abraham (148–163) - Noh (163–179) - Habel (183–190) - Abedhmiha (190–225) - Hiran (225–258) - Saloupha (258–273) - Ahadabuhi (273–291) | - Sri'a (291–317) - Iohannon (317–346) - Abraham (346–347) - Maran–zkha (347–376) - Soubhaliso (376–407) - Daniel (407–431) - Rhima (431–450) - Abbousta (450–499) - Joseph (499–511) - Huana (511–?) |